# Сидоров, Александр Васильевич
Алекса́ндр Васи́льевич Си́доров (1910—1968) — полковник Советской Армии, участник Великой Отечественной войны, Герой Советского Союза (1943).

## Биография
Александр Сидоров родился 27 сентября 1910 года в Ташкенте. Окончил девять классов школы. В 1932 году Сидоров был призван на службу в Рабоче-крестьянскую Красную Армию. С апреля 1942 года — на фронтах Великой Отечественной войны.
К октябрю 1943 года подполковник Александр Сидоров был заместителем по политчасти командира 120-го стрелкового полка 69-й стрелковой дивизии 65-й армии Центрального фронта. Отличился во время битвы за Днепр. 15 октября 1943 года Сидоров в составе передового отряда переправился через Днепр в районе посёлка Радуль Репкинского района Черниговской области Украинской ССР и принял активное участие в боях за захват и удержание плацдарма на его западном берегу. Лично участвовал в рукопашной схватке за немецкие траншеи. В боях на плацдарме Сидоров получил ранение, но продолжал сражаться.
Указом Президиума Верховного Совета СССР от 30 октября 1943 года за «образцовое выполнение заданий командования и проявленные при этом мужество и героизм» подполковник Александр Сидоров был удостоен высокого звания Героя Советского Союза с вручением ордена Ленина и медали «Золотая Звезда» за номером 2227.
После окончания войны Сидоров продолжил службу в Советской Армии. В 1944 году он окончил курсы усовершенствования командного состава, в 1948 году — курсы переподготовки политсостава, в 1955 году — Военно-политическую академию. В 1957 году в звании полковника Сидоров был уволен в запас. Проживал в Брянске, работал директором троллейбусного предприятия. Скончался 27 июня 1968 года.
Был также награждён орденами Красного Знамени и Отечественной войны 2-й степени, двумя орденами Красной Звезды и рядом медалей.
В честь Сидорова названо брянское троллейбусное депо № 1.